# Karl Köhler (Kostümkundler)
Karl Köhler (* 1825 in Darmstadt; † 21. Januar 1876 in Almoshof bei Nürnberg) war ein deutscher Maler, Zeichner und Illustrator sowie Kostümkundler.
Seit 1866 lebte er in Almoshof bei Nürnberg. Zeitweise war er als Lehrer beim Arbeiterverein in Nürnberg tätig.
Bleibende Bedeutung hat er durch seine architekturgeschichtlichen und kostümkundlichen Schriften, die mit sehr zahlreichen Holzschnittillustrationen nach eigenen Entwürfen illustriert waren.
Insbesondere seine Kostümgeschichte, ursprünglich unter dem Titel Die Trachten der Völker in Bild und Schnitt erschienen, wird in der bearbeiteten Fassung von Emma von Sichart, bei der vor allem die allgemeinhistorischen Abschnitte gekürzt wurden, bis heute als Standardwerk zitiert und nachgedruckt. Verbreitung fand vor allem die von Dover Publications nachgedruckte englische Übersetzung von Alexander K. Dallas.

## Veröffentlichungen
- Lehrbuch zum Studium der Geschichte der Baukunst und der verschiedenen Baustyle nebst einem Verzeichniß der bei den verschiedenen Baustylen vorkommenden Kunstausdrücke. Hoffmann, Stuttgart 1866 Digitalisat
- Die Trachten der Völker in Bild und Schnitt. Eine historische und technische Darstellung der menschlichen Bekleidungsweise von den ältesten Zeiten bis in's neunzehnte Jahrhundert und zugleich ein Supplement zu allen vorhandenen Kostümwerken für darstellende Künstler, Maler, Kostümiers und Forscher auf dem Gebiete der Trachtenkunde. Dresden 1871 Digitalisat
  - Praktische Kostümkunde in 600 Bildern und Schnitten. Nach Carl Köhler bearbeitet von Emma von Sichart. 2 Halbbände. Bruckmann, München 1926.
  - A History of Costume. Englische Übersetzung von Alexander K. Dallas. Watt, New York 1930 Digitalisat. Nachdruck: Dover, New York 1963.
- Die Entwickelung der Tracht in Deutschland während des Mittelalters und der Neuzeit, mit besonderer Berücksichtigung der jezeitigen, für die einzelnen Keidungsstücke üblichen Herstellungsweise. Ein Hand- und Lehrbuch für Historiker, Künstler, Bühnenleiter und Garderobiers, sowie für Gewerbtreibende, welche sich mit Anfertigung von Bekleidungsstücken beschäftigen. Heerdegen, Nürnberg 1877.